# Romance voor strijkorkest
Gerald Finzi voltooide zijn Romance voor strijkorkest opus 11 in 1951. Finzi had zeer waarschijnlijk plannen deze romance uit 1928 te verwerken in een meerdelige serenade, maar het kwam er  niet van. Het werk ging als losstaande compositie door het leven. Finzi sleutelde er gedurende zijn muzikale leven aan en dat kon hij eenvoudig doen, omdat hij op een gegeven moment leiding gaf aan zijn eigen strijkorkest. Het werk wordt gespeeld in de tempi Andante espressivo- piu mosso – tempo primo.  
John Russell, muzikale vriend van de componist en degene aan wie dit werk opgedragen is, gaf de eerste uitvoering van dit werk op 11 oktober 1951 met Reading String Players.   

## Discografie
Het kortdurende werkje mag zich verheugen in een relatief grote discografie:
- Uitgave Chandos: City of London Sinfonia o.l.v. Richard Hickox
- Uitgave Naxos:  Northern Sinfonia o.l.v. Howard Griffiths en Royal Ballet Sinfonia o.l.v. David Lloyd-Jones
- Uitgave SOMM: Orchestra of the Swan o.l.v. David Curtis
- Uitgave Wigmore Hall Live: Scottish Ensemble o.l.v. Jonathan Morton
- Uitgave Lyrita: London Philharmonic Orchestra o.l.v Adrian Boult
- Uitgave Nimbus: English Chamber Orchestra o.l.v. William Boughton
- Uitgave Quartz Philharmonia Orchestra, leider onbekend, opnamen tijdens het huwelijk van Charles van Wales en Camilla Parker Bowles